# Operación Gárgola
La Operación Gárgola fue un operativo militar llevado a cabo por la SEMAR, a partir del 19 de enero al 22 de febrero de 2014, en el Estado de Sinaloa y que culminó en el puerto de Mazatlán para capturar al narcotraficante Joaquín Guzmán Loera La operación se inició a las 7:00 a. m. del Centro de México.

## Operación
En la noche del 21 de febrero de 2014, unos cuarenta soldados de la Marina de México se reunieron en Mazatlán junto con un pequeño grupo de agentes de la DEA, el Servicio de Alguaciles de los Estados Unidos y el Departamento de Seguridad Nacional de los Estados Unidos. Los alguaciles lograron identificar la señal del teléfono celular de Hoo Ramírez al Hotel Miramar, un complejo de condominios de doce pisos en una zona turística de playa. Dado que la tecnología de geolocalización no puede determinar la ubicación exacta de una señal, las autoridades mexicanas acordonaron el área temprano en la mañana del 22 de febrero de 2014. Más tarde descubrieron en la oficina de registro del hotel que dos habitaciones habían sido alquiladas el día anterior. Un equipo de soldados mexicanos se dirigió a una de las habitaciones del sexto piso del Hotel Miramar y descubrió inadvertidamente a dos turistas estadounidenses dormidos. Al mismo tiempo, en el cuarto piso, un grupo de seis soldados se dirigió al apartamento #401, donde descubrieron al guardaespaldas de Guzmán, Hoo Ramírez, custodiando la entrada con un rifle de asalto AK-47. Superado en número, entregó su arma mientras las autoridades se dirigían al apartamento. En una de las habitaciones, los soldados descubrieron al chef de Guzmán y a una niñera, junto con las dos hijas del capo de la droga, Mali y María Joaquina. En el otro dormitorio estaban Guzmán y su esposa. No hubo disparos, y en menos de tres minutos después de la redada, Guzmán fue arrestado.
En el momento de su arresto, Guzmán era considerado como el criminal más buscado del mundo y como el máximo líder del Cartel de Sinaloa, una organización narcotraficante cuya influencia se extendía por varios continentes. La noticia del arresto fue filtrada a la prensa por funcionarios anónimos de las fuerzas del orden público estadounidenses esa misma mañana, y la historia fue rápidamente compartida y llegó a los titulares internacionales. Aunque la idea de Guzmán como un criminal casi legendario seguía siendo alta, el arresto redujo en gran medida su estatus en el folclore narco de México más a un hombre que a un mito.